# Maimunah Mohd Sharif
Maimunah Mohd Sharif (Kuala Pilah, Negeri Sembilan, Malàisia, 1961) és una especialista en planificació urbana i una política malaia, que ha estat alcaldessa de l'Illa de Penang entre el 2017 i el 2018, i directora executiva del Programa de Nacions Unides per als Assentaments Humans (ONU-Hàbitat) des del 2018.
Oriünda de l'estat malai de Negeri Sembilan, la seva formació i la seva carrera professional i política han transcorregut a Penang, on es va formar en Estudis de Planificació Urbana a l'Institute of Science and Technology de la Universitat de Gal·les (UWIST) i la Universiti Sains Malaysia (USM) de Penang. El 1985 Maimunah va començar a exercir la seva especialitat en planificació urbana a l'àrea del Consell Municipal de l'illa de Penang (MPPP), a Malàisia, un consistori insular de gairebé 300 quilòmetres quadrats. El 2003 fou ascendida a directora del Departament de Planificació i Desenvolupament del MPPP i sis anys després, el 2009, se li encomanà la gerència general de George Town World Heritage Incorporated (GTWHI), entitat responsable de tot el relacionat amb l'estatus de George Town, compartit amb la meridional Malaca, com a Ciutat Històrica de l'Estret de Malaca i Patrimoni de la Humanitat, declarat per la UNESCO en 2008 amb el criteri de bé cultural. El 2011 fou nomenada presidenta del Consell Municipal de Seberang Perai (MPSP). Durant els sis anys al capdavant d'aquest municipi de 800.000 habitants, Maimunah va destacar en la defensa de la sostenibilitat de la ciutat i l'aprovació d'un Pressupost Participatiu amb perspectiva de gènere, integrant als col·lectius ciutadans de dones en la definició de les partides fiscals del consistori.
El juny de 2017 el Consell Cívic de l'Illa de Penang va triar la seva antiga directora de Planificació i Desenvolupament com a alcaldessa. El 4 de juliol Maimunah, succeïa a una altra dona, Patahiyah Ismail, va prestar jurament com a alcaldessa de l'illa de Penang amb un mandat de 24 mesos, fins al 30 de juny de 2019. Immediatament, l'edil va començar a prendre decisions per implementar en el MBPP la seva estratègia de governança sostenible, pressupostos inclusius i enfocament de gènere, que tan bons resultats havia donat en l'administració del veí MPSP. Aquest mandat va estar interromput, a causa de la nova responsabilitat per a la qual fou triada uns mesos més tard, després de ser proposada pel Secretari General de les Nacions Unides, António Guterres. Efectivament, el desembre de 2017 Maimunah Mohd Sharif va ser escollida per l'Assemblea General de Nacions Unides com la nova directora executiva d'ONU-Hàbitat, càrrec que ocuparia a partir del 22 de gener de 2018, reemplaçant a l'exalcalde de Barcelona, Joan Clos, que havia estat l'anterior responsable des del 2010.
Maimunah està internacionalment reconeguda com una especialista en planificació de la sostenibilitat, projectes de renovació urbana i gestió de patrimonis culturals. Les seves contribucions al tractament dels problemes específics dels nuclis demogràfics en ràpid creixement i les corporacions locals han rebut diverses distincions a Malàisia, Àsia i Europa. Ha col·laborat amb xarxes i ONG com Citynet, Wego, ICLEI i IOPD, i ha participat en diverses activitats de la UNESCO, havent estat vinculada a l'organització Ciutats i Governs Locals Units (CGLU). El 2014, en virtut del guardó nacional Darjah Setia Pangkuan Negeri, Maimunah rebia el tractament honorífic malaisi de "Dato".